# Autoimmunologiczny pediatryczny zespół zaburzeń neuropsychiatrycznych po infekcji Streptococcus

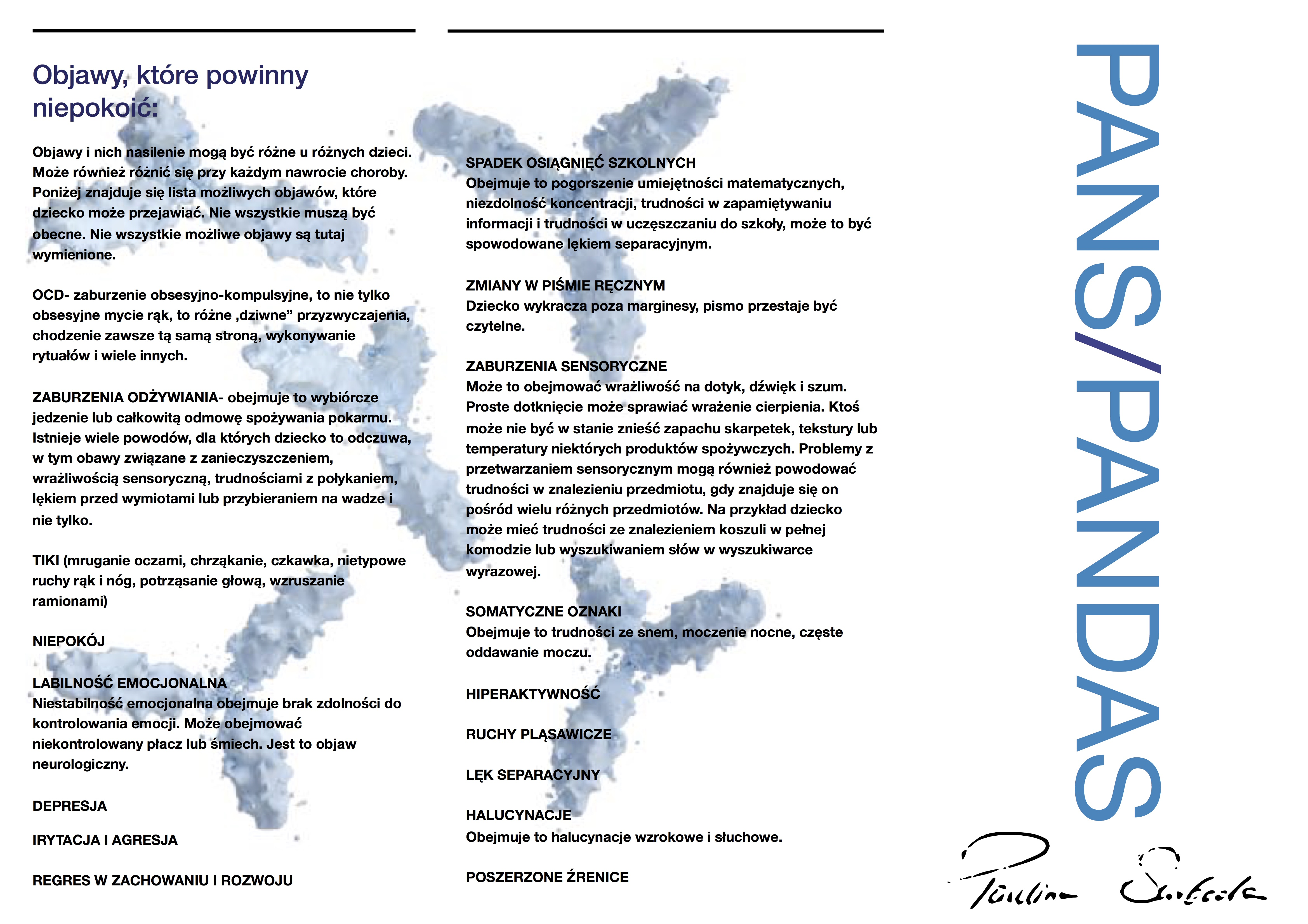
Objawy dziecka chorego na zespół PANDAS

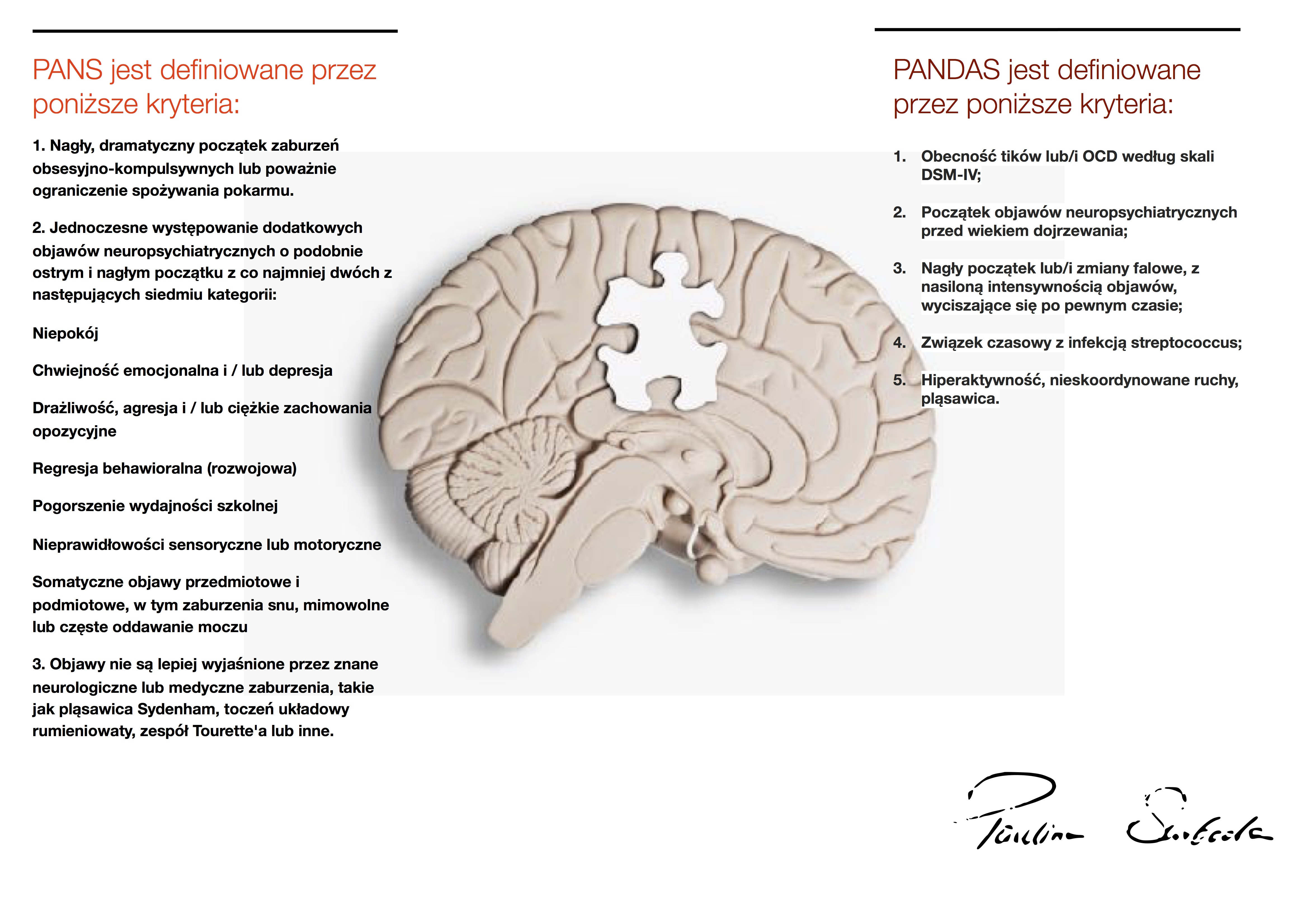
Kryteria diagnostyczne zespołu PANDAS

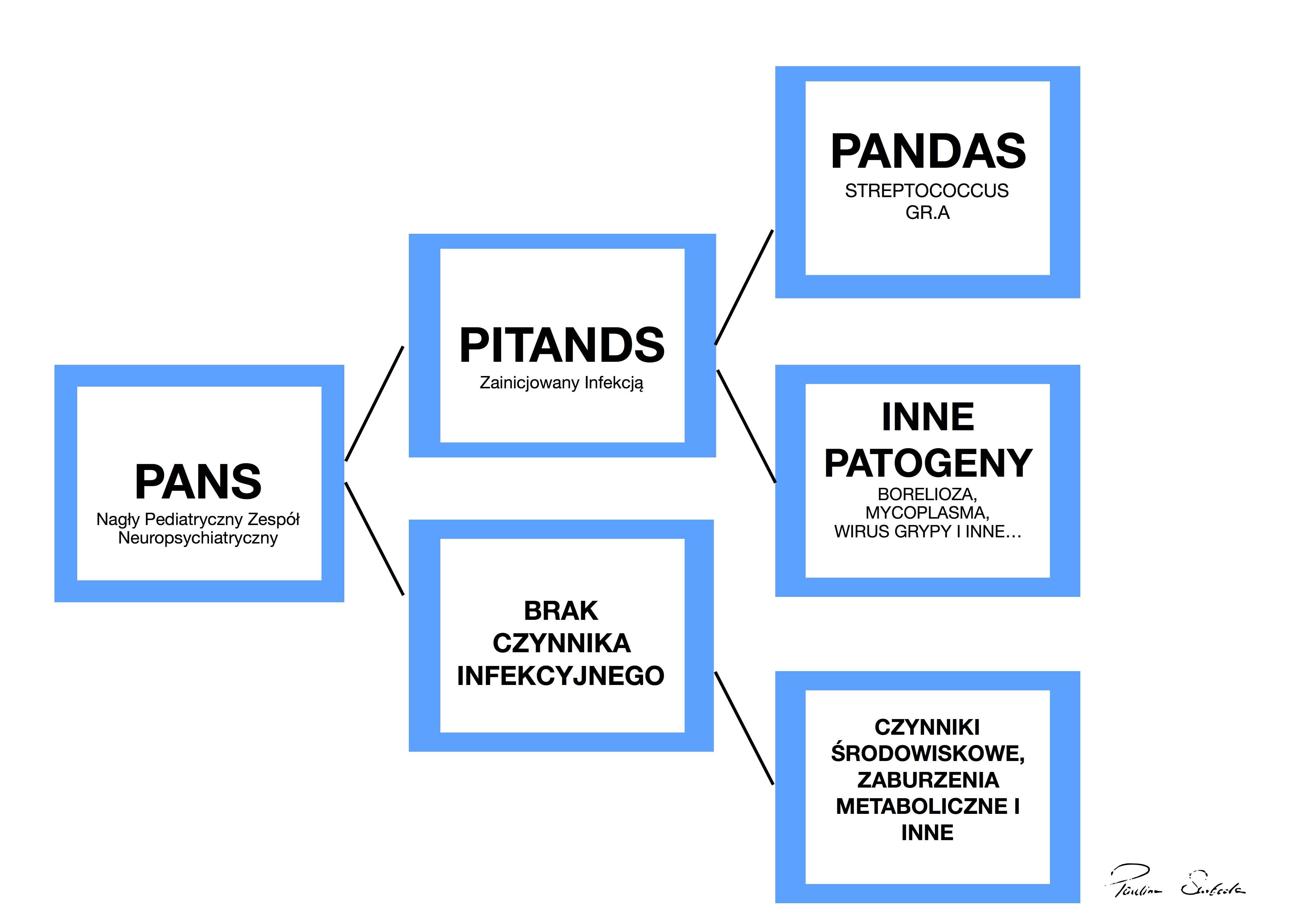
PANS PANDAS PITANDS

Autoimmunologiczny pediatryczny zespół zaburzeń neuropsychiatrycznych po infekcji Streptococcus (PANDAS) – hipotetyczne zaburzenie dotykające pewną grupę dzieci, w którym pojawiają się zaburzenia obsesyjno-kompulsyjne (OCD), tiki, ruchy pląsawicze, hiperaktywność, zmiany osobowości, zmiany w piśmie i wynikach w nauce . Twierdzi się, że przyczyną zaburzeń jest reakcja autoimmunologiczna po kontakcie dziecka z Streptococcus z grupy A, wytworzone autoprzeciwciała atakują jądra podstawy mózgu. Hipotezę PANDAS, z obserwacji przypadków klinicznych dzieci w NIH, wysnuto na podstawie dramatycznej zmiany zachowania, tików i regresu poznawczego po przebyciu infekcji. Podobnie jak pląsawica Sydenhama, uważa się, że w etiologię PANDAS zaangażowane są przeciwciała przeciwko tkankom gospodarza .
Poza zaburzeniami OCD, dzieci mogą przejawiać labilność emocjonalną, nadmierne oddawanie moczu, niepokój, zmiany w piśmie ręcznym, zmiany osobowości, lęk separacyjny, zaburzenia odżywiania, tiki, niepokój, agresję, depresję, halucynacje, poszerzone źrenice . Susan Swedo opisała pierwsze przypadki w 1998 . W 2008 Lombroso i Scahill ułożyli kryteria diagnostyczne PANDAS . Nowe kryteria i wskazówki PANDAS zostały ustanowione przez National Institute of Mental Health w 2012 i uaktualnione w 2017  . AS

## Mechanizm
Naukowcy proponują, że mechanizm powstawania schorzenia podobnie jak gorączka reumatyczna, polega na tym, że przeciwciała utworzone przeciwko bakteriom, kierują się przeciwko tkankom gospodarza, w przypadku PANDAS są to tkanki mózgu .
Zachodzi zjawisko molekularnej mimikry:  antygeny na ścianie komórkowej streptococcus są podobne do niektórych białek tj. tych w sercu, stawach, mózgu. Miejscem inwazji przeciwciał w PANDAS mogą być jądra podstawy mózgu, ponieważ to ten obszar odpowiada za ruchy i zachowanie  .

## Diagnoza
Według  Lombroso i Scahill, w 2008, zaproponowano pięć kryteriów diagnostycznych dla PANDAS:
1. obecność tików lub/i OCD według skali DSM-IV;
2. początek objawów neuropsychiatrycznych przed wiekiem dojrzewania;
3. nagły początek lub/i zmiany falowe, z nasiloną intensywnością objawów, wyciszające się po pewnym czasie;
4. związek czasowy z infekcją Streptococcus;
5. hiperaktywność, nieskoordynowane ruchy, pląsawica[4] .

## Leczenie
Psychoterapia behawioralna i leki SSRI, na załagodzenie objawów  .
Badania (Snider, Lougee, i wsp 2005) sugerują, że penicylina i azytromycyna podawane profilaktycznie, mogą zmniejszyć ilość infekcji oraz częstość występowania objawów .
Pojedyncze badanie wykazało skuteczność dożylnej immunoglobuliny (IVIG) .